# تالاب (فیلم)
تالاب (آلمانی: Feuchtgebiete) یک فیلم درام کمدی است که در سال ۲۰۱۳ منتشر شد.

## بازیگران
- مرت بکر
- کارلا یوری
- اکسل میلبرگ
- کریستف لتکوفسکی
- ادگار زلگه
- هری بیر